# Bill Michaels
William Mayes Michaels, detto Bill (Alcoa, 13 luglio 1876 – 1934), è stato un pugile statunitense.

## Carriera
Partecipò alle gare di pugilato dei pesi massimi ai Giochi olimpici di Saint Louis 1904, dove vinse la medaglia di bronzo dopo esser stato sconfitto da Sam Berger.

## Palmarès
In carriera ha conseguito i seguenti risultati:
- Giochi olimpici

St. Louis 1904: una medaglia di bronzo nella categoria pesi massimi.